# Saattut
Saattut ("De flade tynde sten", tidligere stavemåde: Sãtut) er en grønlandsk bygd med ca. 229 indbyggere (2014) beliggende på den lille ø med samme navn i Avannaata Kommune i Vestgrønland, ca. 24 km nordøst for Uummannaq. Indtil januar 2009 tilhørte bygden Uummannaq Kommune. Det primære erhverv er fiskeri.
Folkeskolen Muusap Atuarfia har ca. 32 elever fra 1. til 9. klasse. Skolen har et lille bibliotek, og der findes desuden videokonferenceudstyr for at kunne drive fjernundervisning. Januar 2004 åbnede der en ny børnehave i bygden med plads til 24 børn. Kirken har til huse i det tidligere skolekapel fra 1927, der i 1980 blev indrettet til kirke.
Der er året rundt helikopterforbindelse til Saattut Helistop fra Uummannaq.